# Bo Westcombe-Evans
Pour les articles homonymes, voir Evans.
Pas d'image ? Cliquez ici

a Compétitions nationales et continentales officielles uniquement.

b Matchs officiels uniquement.
Dernière mise à jour le 15 octobre 2024.
Bo Westcombe-Evans, née le 18 août 2002 à St Albans (Angleterre), est une joueuse internationale anglaise de rugby à XV. Elle joue au poste d'ailier, dans les rangs du Loughborough Lightning.

## Biographie
Née le 18 août 2002, Bo Westcombe-Evans commence sa carrière à l'école de rugby du Old Albanians RFC. Elle joue ensuite au centre de formation des Saracens, avant de partir étudier à Loughborough et intégrer l'effectif du club local, le Loughborough Lightning.
En 2024, elle prolonge avec son club au mois de janvier. Elle termine la saison avec neuf essais inscrits (dont un quadruplé face aux Harlequins), ce qui la place parmi les meilleures marqueuses de Premiership.[réf. nécessaire]
Sa saison 2024-2025 débute avec une convocation en équipe d'Angleterre pour disputer le WXV 1, au Canada. Lors du premier match de la compétition, elle obtient sa première cape face aux États-Unis et marque un essai. De retour en club, elle marque trois essais en deux matchs avant de grièvement se blesser au genou face aux Harlequins. Sa saison est terminée.
Elle est diplômée en management du sport à l'université de Loughborough.

## Palmarès
- Vainqueur du WXV en 2024.